# Гектор Тауншип (округ Поттер, Пенсільванія)
Гектор Тауншип (англ. Hector Township) — селище (англ. township) в США, в окрузі Поттер штату Пенсільванія. Населення — 343 особи (2020).

## Демографія
Згідно з переписом 2010 року, у селищі мешкало 386 осіб у 158 домогосподарствах у складі 109 родин. Було 397 помешкань
Расовий склад населення:
| - 99,0 % — білих - 0,3 % — чорних або афроамериканців - 0,3 % — азіатів |

До двох чи більше рас належало 0,5 %. Частка іспаномовних становила 0,0 % від усіх жителів.
За віковим діапазоном населення розподілялося таким чином: 19,2 % — особи молодші 18 років, 61,6 % — особи у віці 18—64 років, 19,2 % — особи у віці 65 років та старші. Медіана віку мешканця становила 47,5 року. На 100 осіб жіночої статі у селищі припадало 100,0 чоловіків;  на 100 жінок у віці від 18 років та старших — 108,0 чоловіків також старших 18 років.
Середній дохід на одне домашнє господарство  становив 46 688 доларів США (медіана — 37 250), а середній дохід на одну сім'ю — 51 429 доларів (медіана — 44 000). За межею бідності перебувало 12,6 % осіб, у тому числі 18,1 % дітей у віці до 18 років та 9,9 % осіб у віці 65 років та старших.
Цивільне працевлаштоване населення становило 101 особа. Основні галузі зайнятості: освіта, охорона здоров'я та соціальна допомога — 30,7 %, будівництво — 16,8 %, виробництво — 12,9 %, роздрібна торгівля — 9,9 %.